# القصر الاتحادي
القصر الاتحادي (بالألمانية: Bundeshaus، بالفرنسية: Palais fédéral، بالإيطالية: Palazzo federale، باللاتينية: Curia Confoederationis Helveticae) هو اسم المبنى في برن التي يضم مقر الجمعية السويسرية الاتحادية (البرلمان الاتحادي) والمجلس الاتحادي. ويتألف من مبنى البرلمان المركزي وجناحين (الشرقية والغربية) الدوائر الحكومية السكن ومكتبة.
تلتقي الغرفتين التي يتم فيهما فصل المجلس الوطني ومجلس الولايات بقاعة القبة. ويبلغ ارتفاع القبة الخارجية نفسها 64 مترا، وارتفاع ومن الداخل 33 مترا. تمثل الفسيفساء في المركز الشعار الاتحادي للبلاد جنبا إلى جنب مع الشعار اللاتيني (واحد للجميع، والجميع للواحد)، وتحيط بها شعار النبالة من 22 كانتونات التي كانت موجودة عام 1902. وشعار النبالة في كانتون جورا، التي أنشئت في عام 1979، وضعت خارج من الفسيفساء.
ويعني الاسم باللغة الألمانية والرومانشية على حد سواء «البيت الاتحادي»، في حين أن الأسمين بالفرنسية والإيطالية تترجم إلى «قصر الاتحادية».

## التاريخ
وقد صمم المبنى المهندس المعماري هانز أوير واستغرق افتتاحه يوم 1 أبريل 1902. وتبلغ التكلفة الإجمالية، في ذلك الوقت، كان 7198000 فرنك سويسري.

## التوافه
رئيسا للحزب الديمقراطي الاجتماعي في سويسرا، وبالتالي عضوا في ما يسمى يليفانتينروندي، ورؤساء الأحزاب السياسية أهم خمسة في سويسرا، شارك أورسولا كوخ في أول بث بث مباشر من قصر الاتحادية (بوندسهاوس) في أواخر عام 1999.
وكما ورد في دراسة أجرتها الخدمات البرلمانية الاتحادية (Parlamentsdienste)، والضوضاء الناجمة عن الأنشطة البشرية في غرفة المجلس الوطني هو واضح بصوت عال جدا. ونشرت الدراسة لم يكشف عنها من قبل 10vor10 في 12 كانون الأول عام 2014، لافتا إلى أن مستوى الضجيج هو عادة عند مستوى 70 ديسيبل، مقارنة إلى الطريق تستخدم، لذلك تركز عمل للسياسيين غير ممكن.

## صور

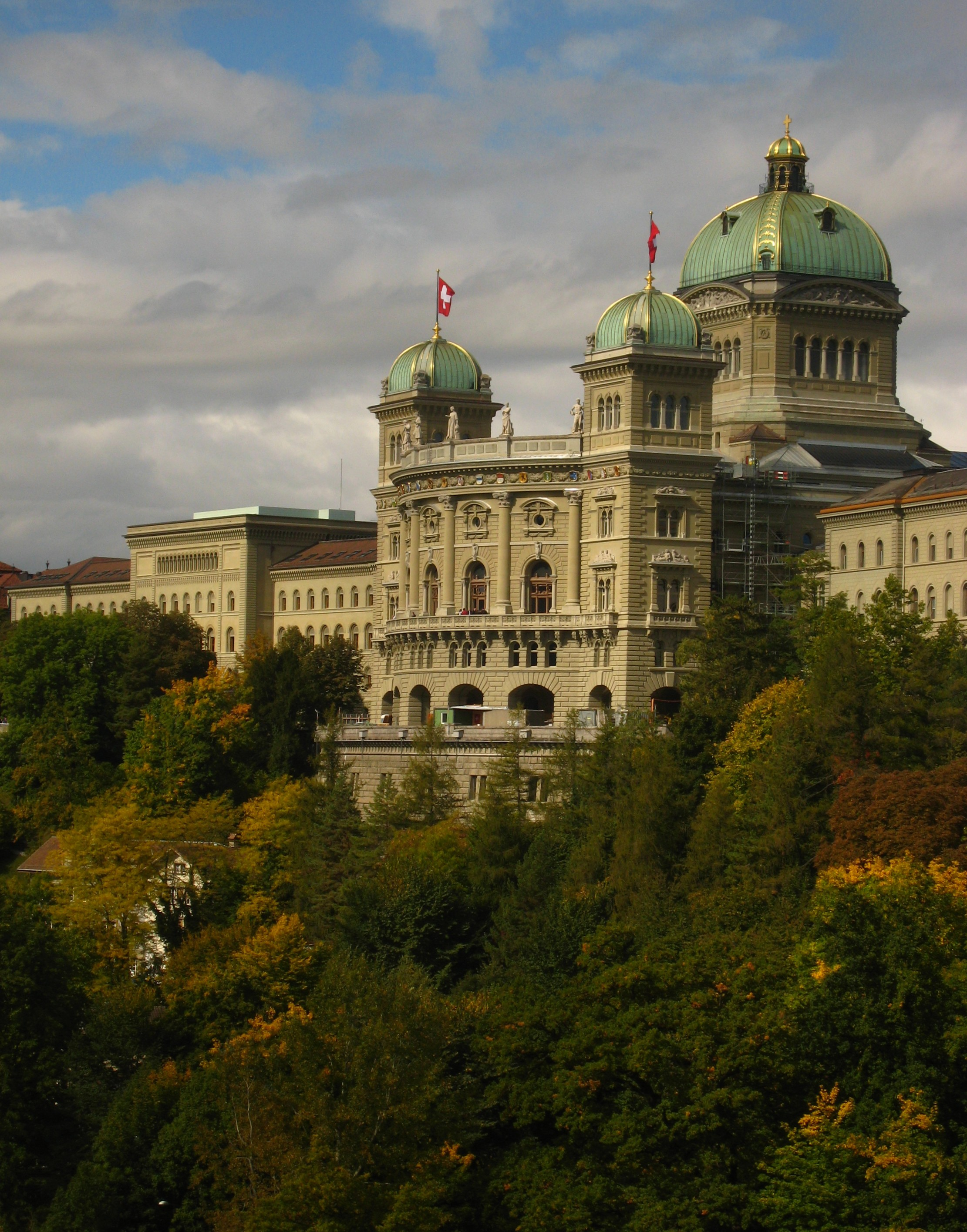
على الجانب الجنوبي من قصر الاتحادية.
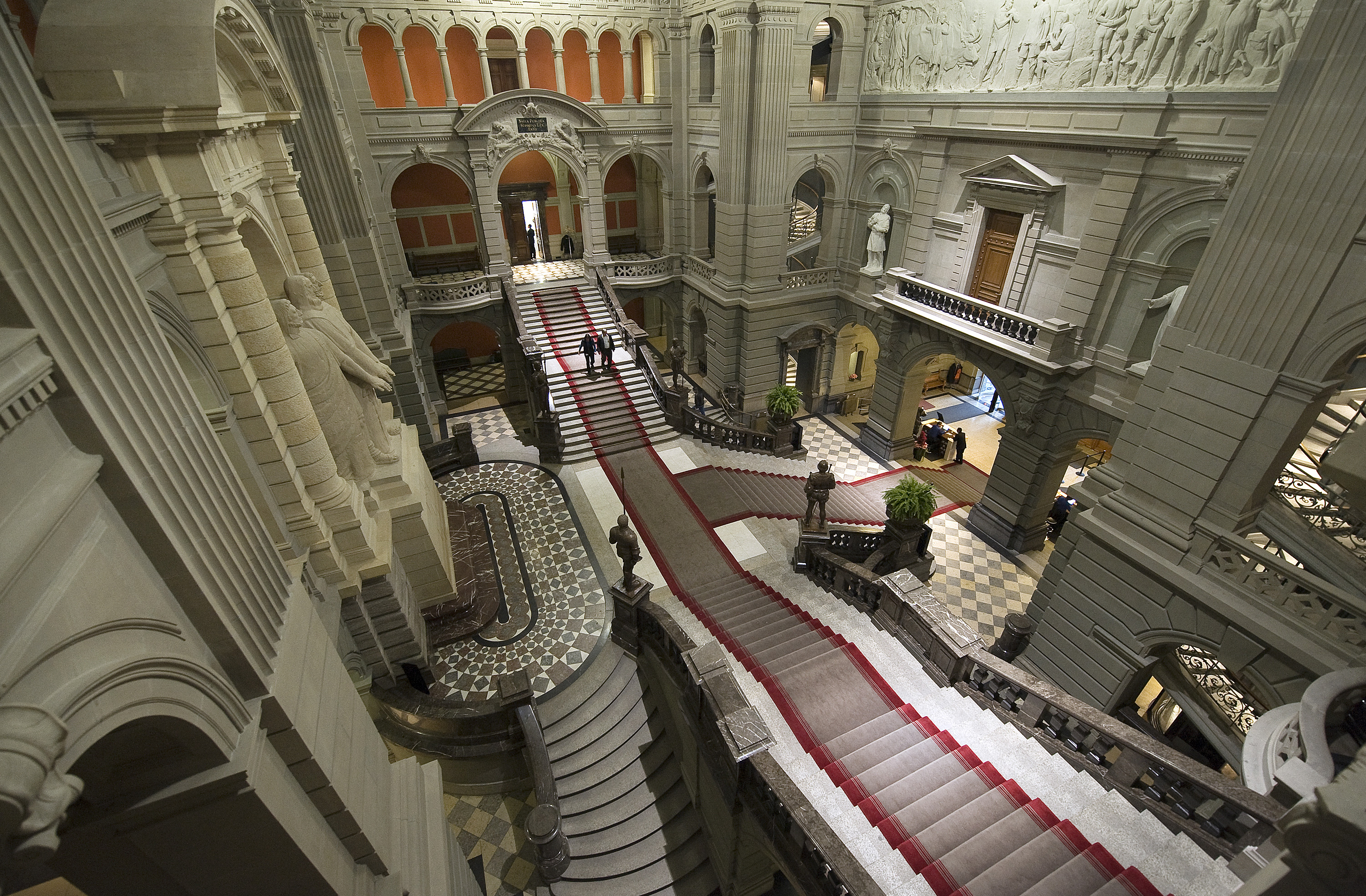
داخل المبنى.
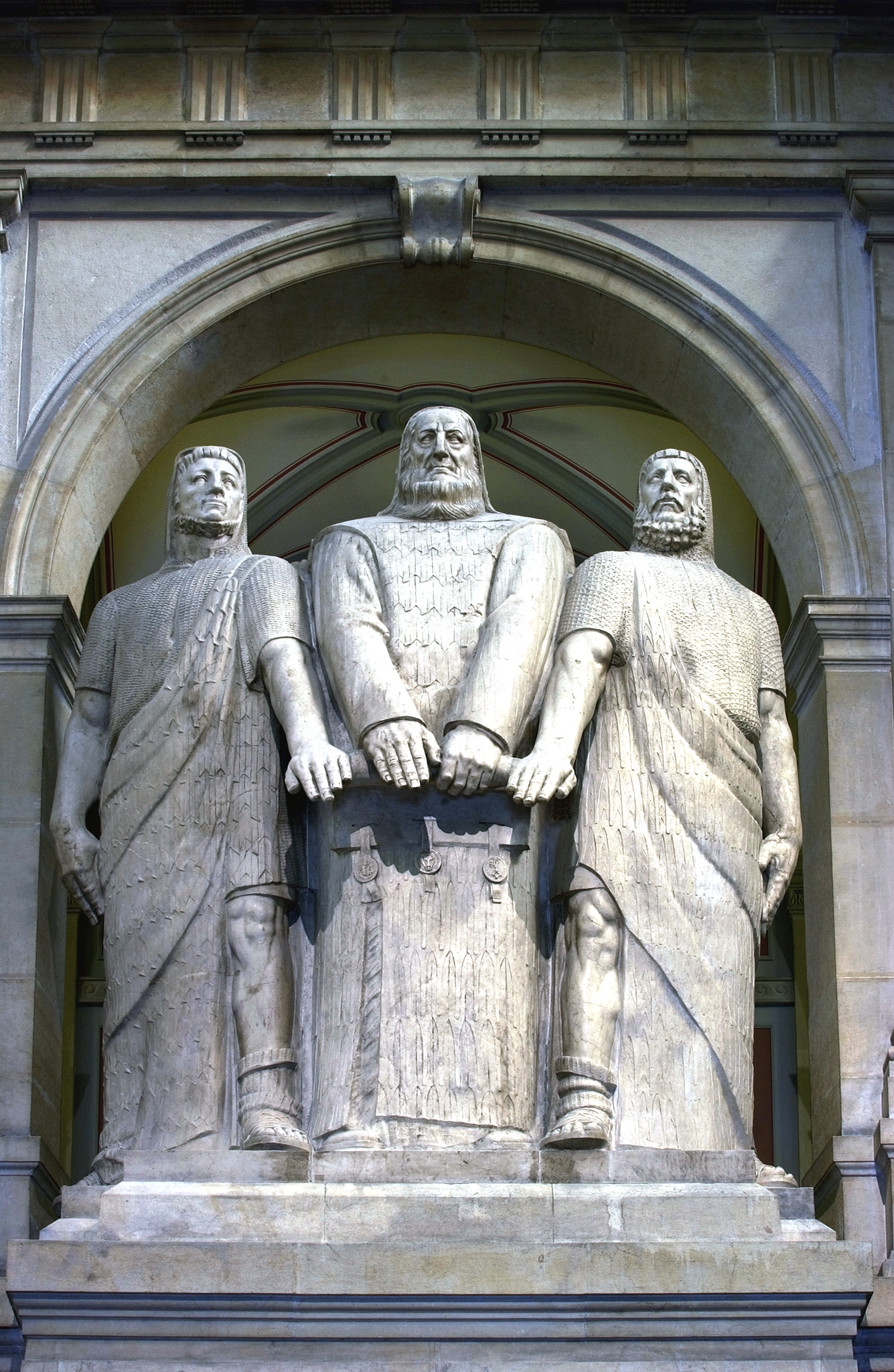
الثلاثة الحلفاء.
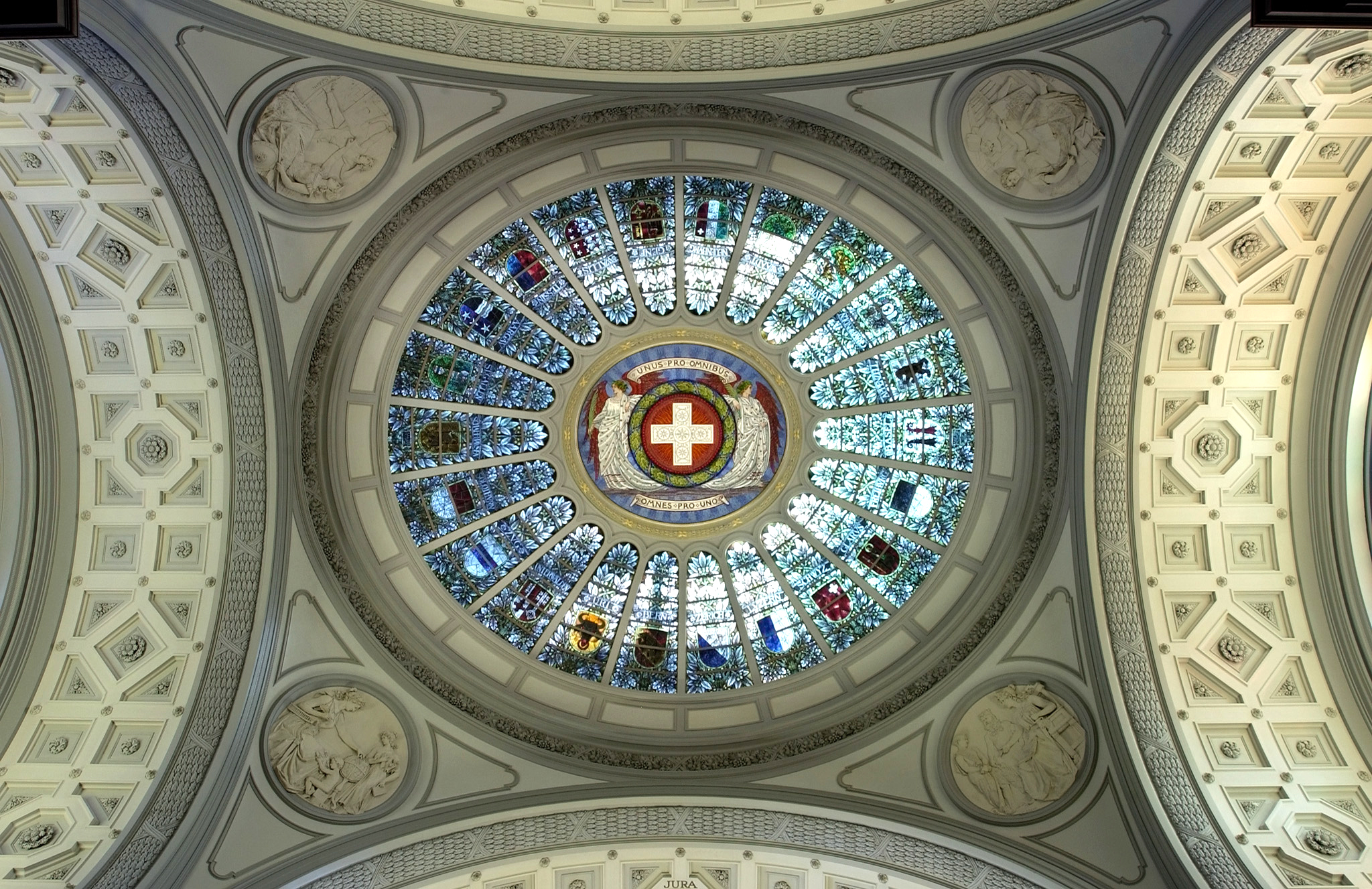
قبة قصر الاتحادية. اسم جورا  يمكن أن تقرأ في أسفل الصورة، مشيرا إلى حيث وضعت شعار النبالة من كانتون جورا بعد الانفصال عن برن في عام 1979.
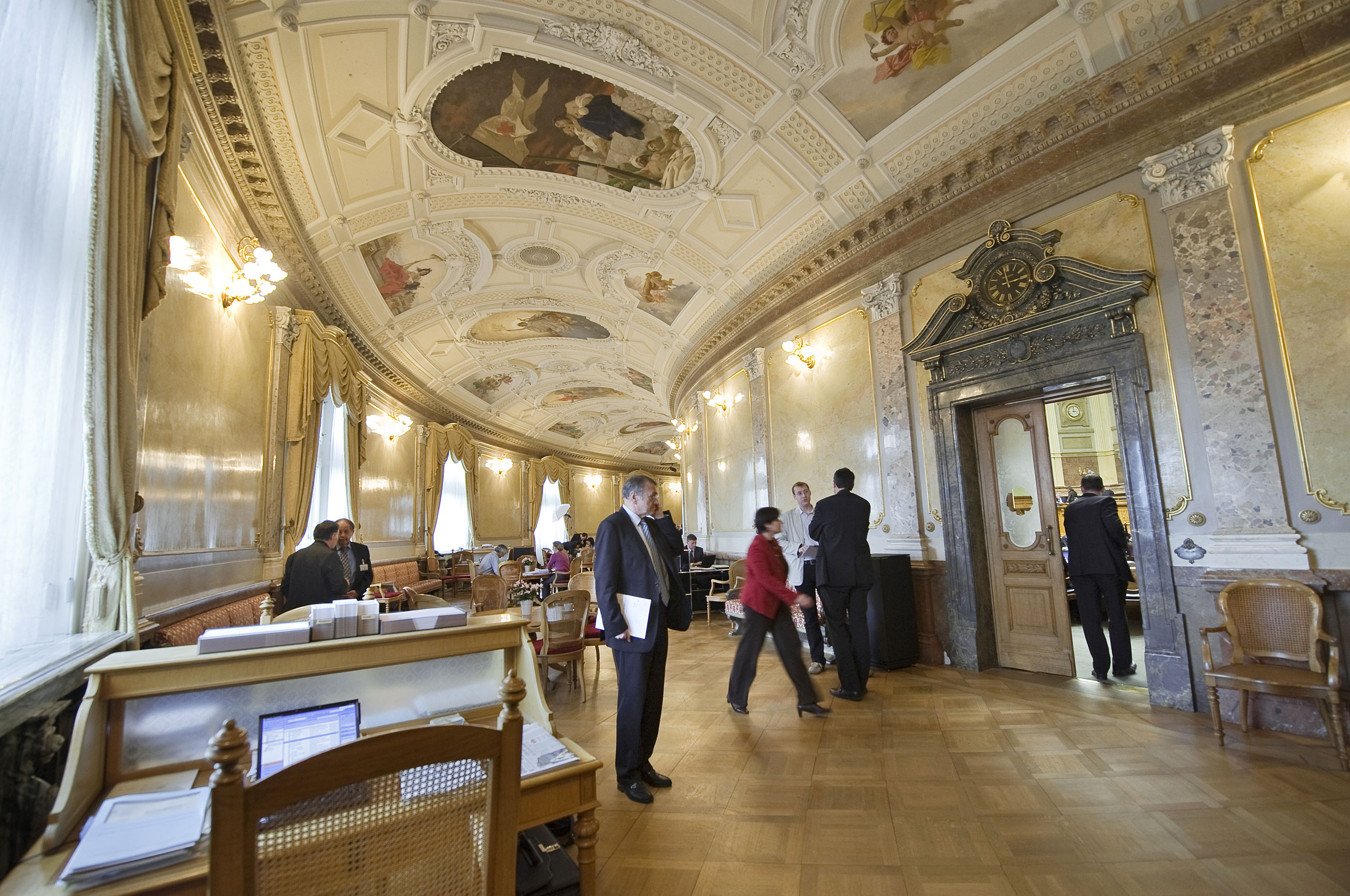
سال ديس با.
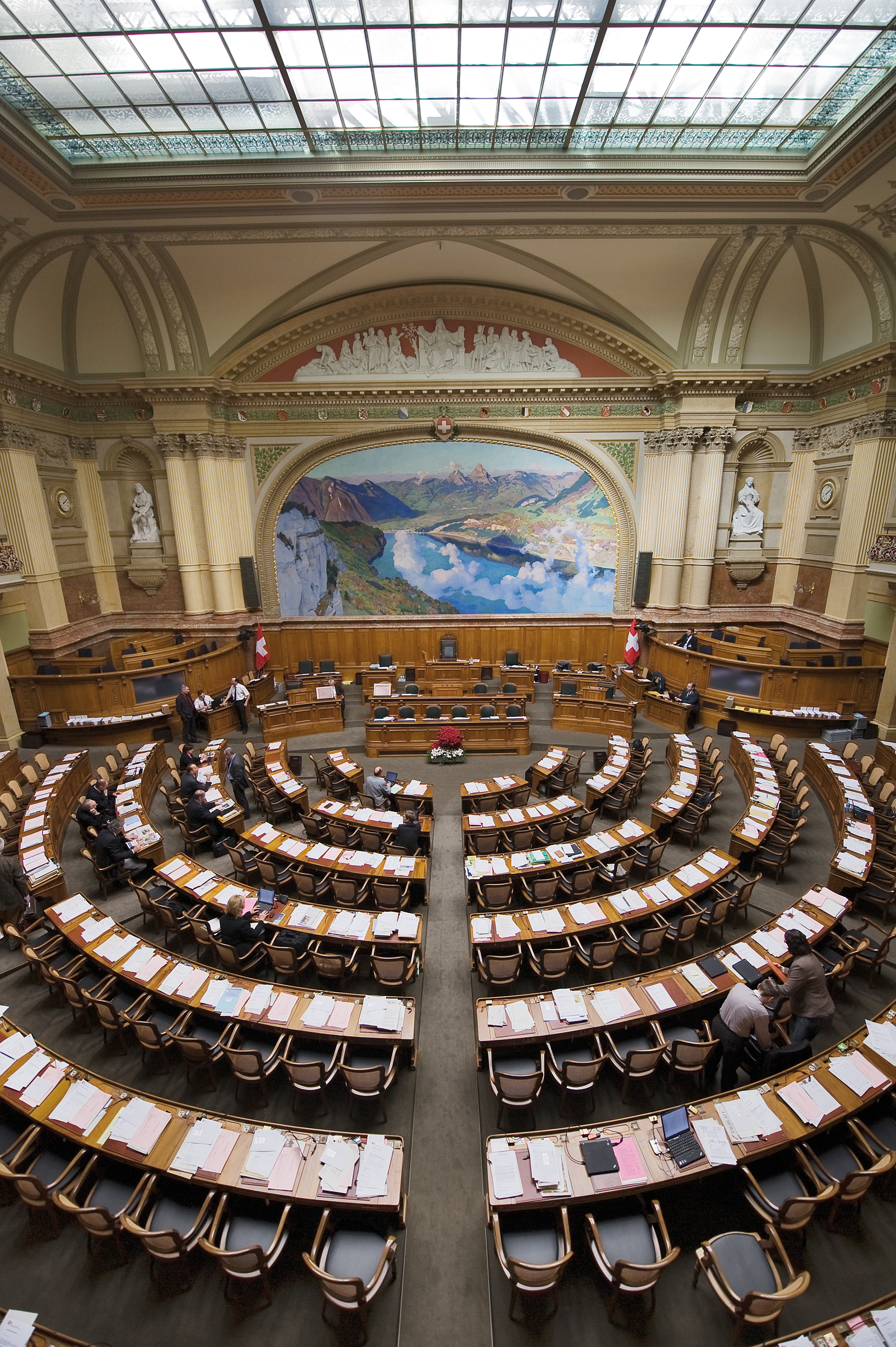
غرفة من المجلس الوطني (ومن الجمعية الاتحادية).
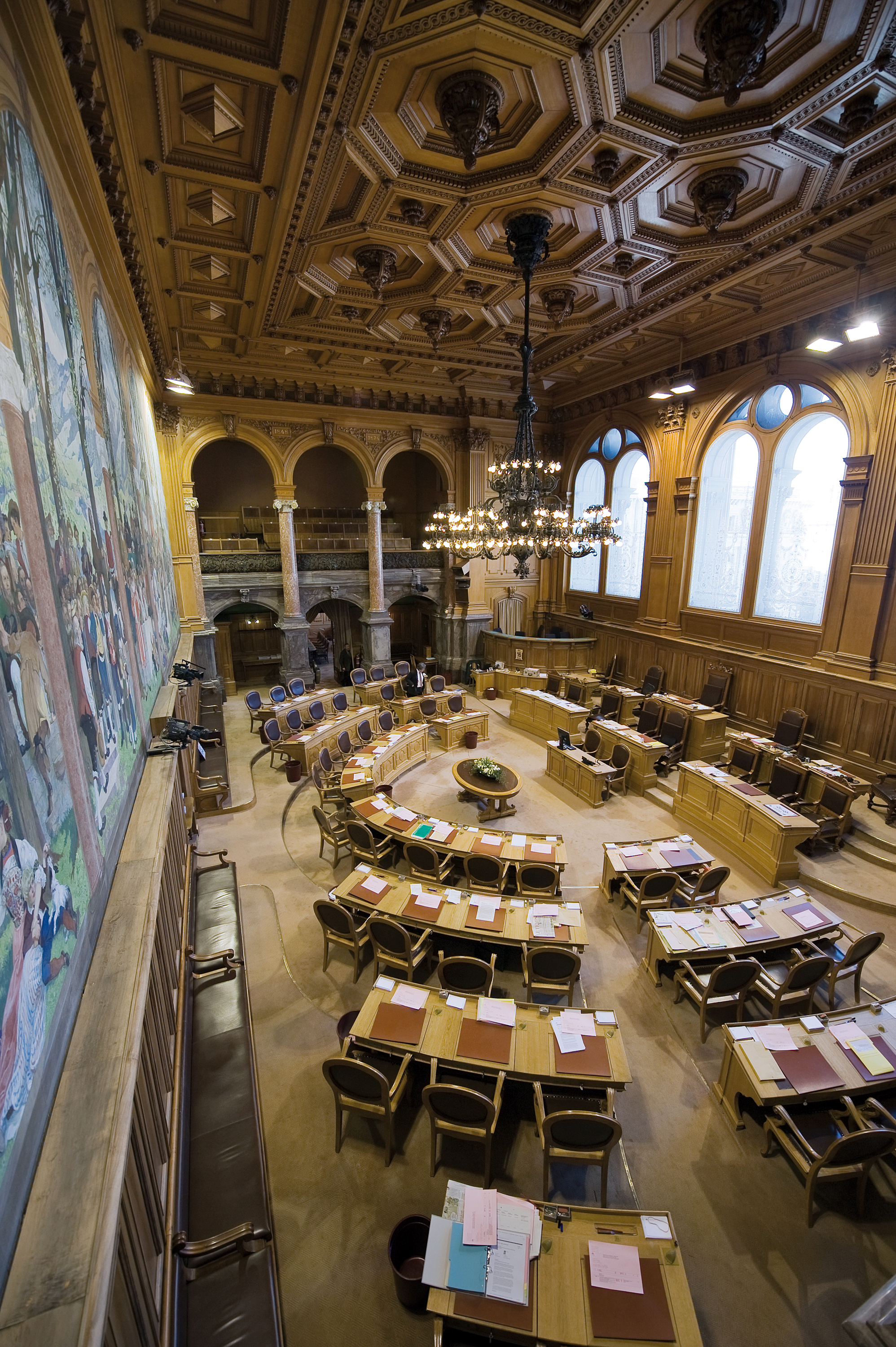
في مجلس الولايات.
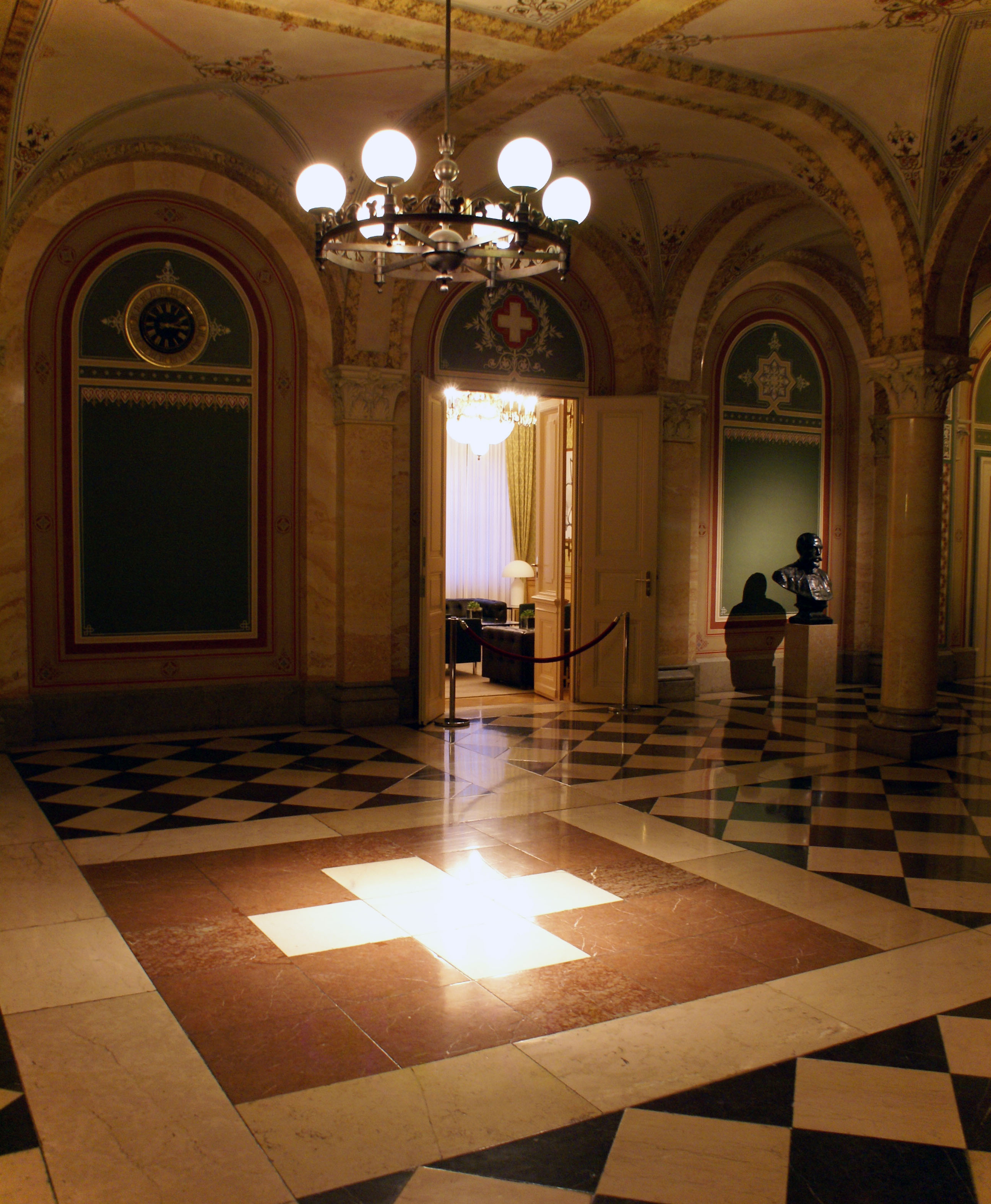
داخل الجناح الغربي من المبنى.
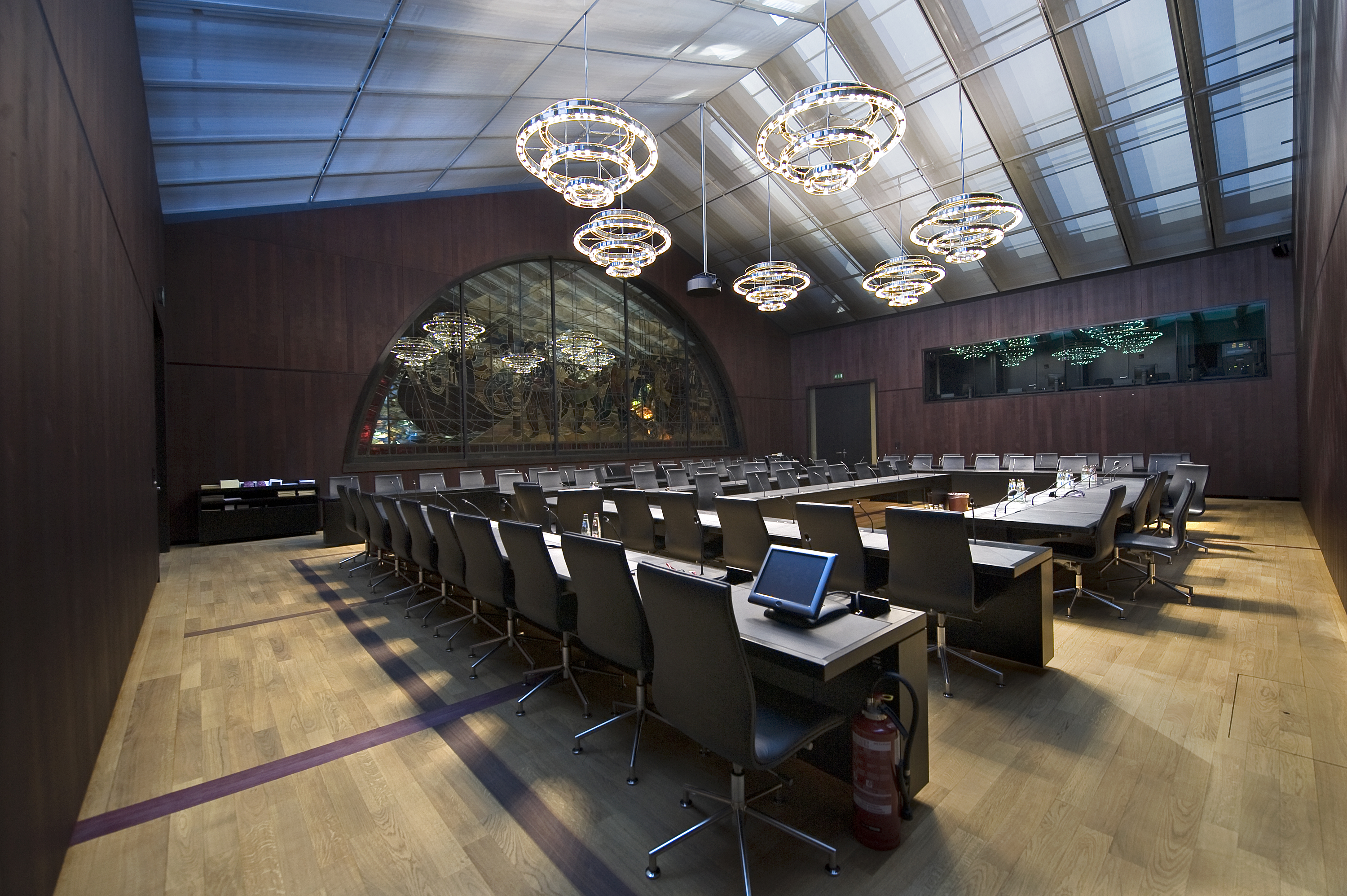
غرفة اجتماعات للأحزاب السياسية.
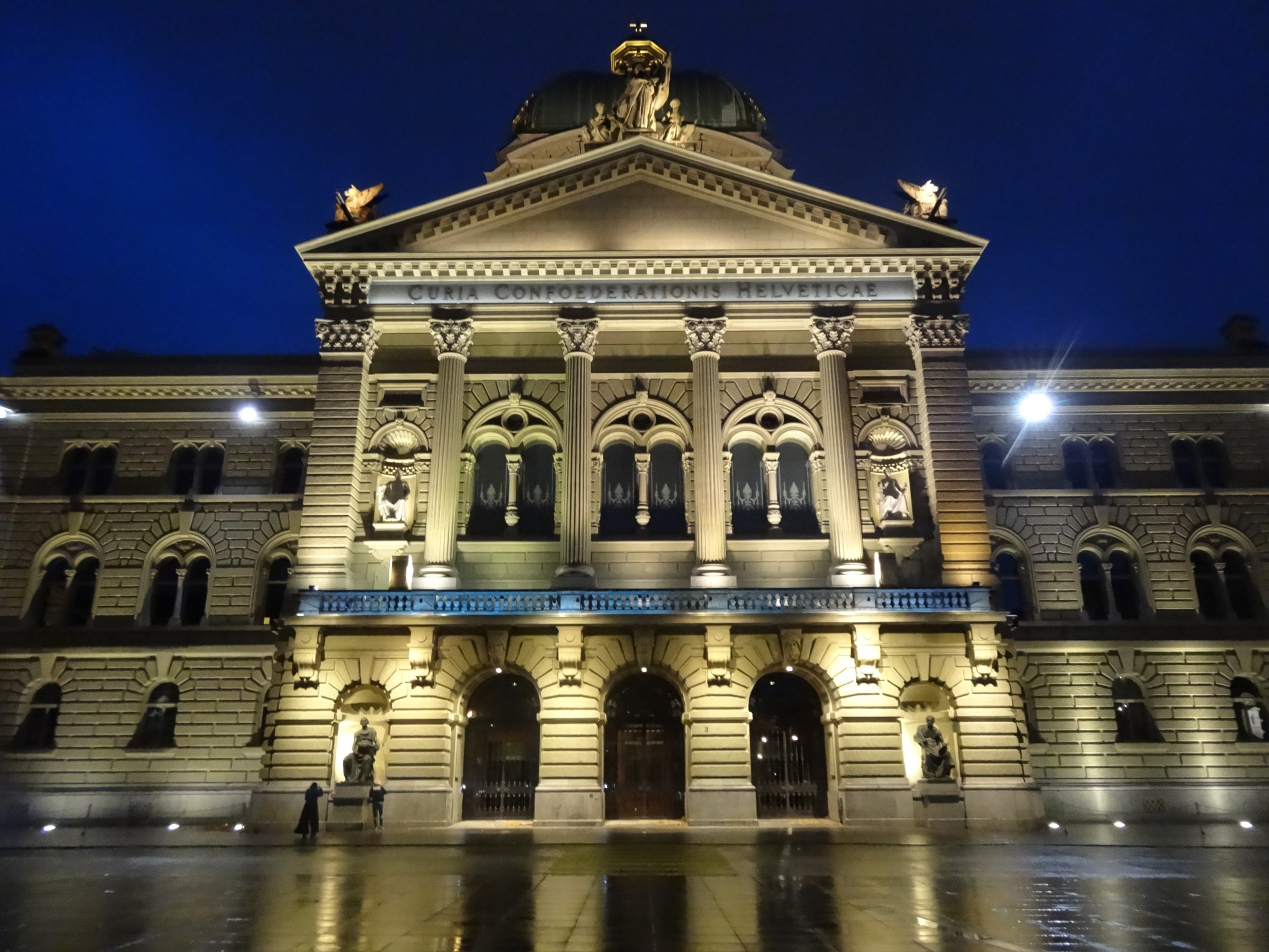
قصر الاتحادية، منظر ليلي.

## وصلات خارجية
- الموقع الرسمي